# Gilgit
Gilgit (urdu گلگت) – miasto w Pakistanie. Leży nad rzeką Gilgit.
Jest ośrodkiem administracyjnym jednostki Gilgit-Baltistan. Liczba mieszkańców w 2003 r. wynosiła ok. 10 tys.